# Jolanta Przybylak
Joanna Przybylak (ur. 18 sierpnia 1949) – polska pilotka, szybowniczka i spadochroniarka.

## Życiorys
Jolanta jest wnuczką Stanisława Kołodziejczaka, powstańca wielopolskiego służącego w 1 Toruńskim Batalionie Balonowym. Po ukończeniu kursu spadochronowego w 1969 była pierwszą toruńską spadochroniarką, która zdobyła Złotą Odznakę Spadochronową. Oddała 109 skoków, ale musiała zrezygnować ze spadochroniarstwa z powodu kontuzji odniesionej 26 kwietnia 1970 roku na pokazach lotniczych w Toruniu. W 1968 roku ukończyła kurs szybowcowy. Jest pilotem szybowcowym II klasy z licencją i posiada Srebrną Odznakę Szybowcową. Zaliczyła testy lekarskie kwalifikujące do szkoły lotniczej w Dęblinie, ale w 1968 roku szkoła nie przyjmowała kobiet. Pilot samolotowy III klasy. Zbiera pamiątki związane z historia lotnictwa. Była współorganizatorką otwartej w 2018 roku w Muzeum Okręgowym w Toruniu wystawy Polskie Lotniczki w Stuleciu. Wystawa w 2019 roku była prezentowana w Muzeum Lotnictwa w Krakowie. Organizuje Zloty Polskich Lotniczek im. Ireny Kostki.
Należy do Towarzystwa Miłośników Torunia. Mieszka w Lubiczu Dolnym.

## Nagrody i odznaczenia
- 2010 Medal Dominika przyznawany najwspanialszym latającym kobietom[8]